# Excursão Suicida

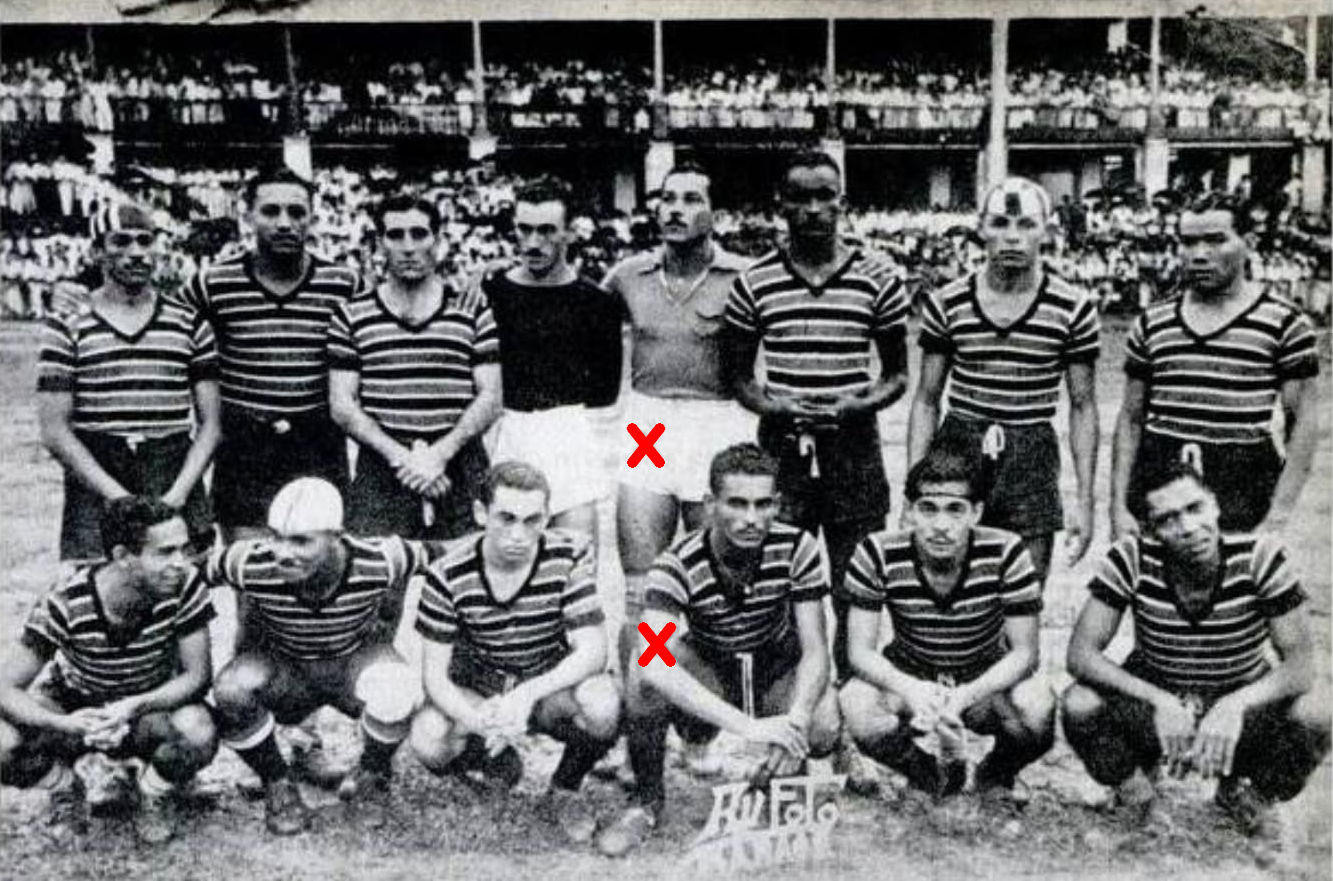
Seleção Santa Cruz de 1943. Jogadores marcados com uma cruz vermelha morreram durante a excursão

A Excursão Suicida, também conhecido como a Excursão da Morte, ocorreu quando o clube de futebol profissional brasileiro Santa Cruz Futebol Clube fez uma excursão pela região norte do Brasil de 2 de janeiro de 1943 a 29 de abril de 1943. Ao longo de quase quatro meses, eles jogaram uma série de 26 ou 28 partidas amistosas em seis cidades diferentes para arrecadar fundos. A excursão ganhou esse nome devido aos infortúnios sofridos pelo clube, incluindo dificuldades financeiras, a ameaça de ataques alemães submarinas e mortes.
Buscando se recuperar de uma crise financeira, o Santa Cruz, de Recife, organizou cinco jogos em Belém. Depois disso, a equipe foi convidada a estender sua excursão para o Amazonas. Viajando pelo rio Amazonas por duas semanas, o Santa Cruz começou a ter problemas em Manaus, onde sete membros da delegação da equipe contraíram disenteria. Embora a maioria deles tenha se recuperado, dois jogadores contraíram febre tifoide e morreram. Dois outros jogadores deixaram o clube para jogar em times de Manaus.
Sem poder voltar para casa pelo mar, devido à Segunda Guerra Mundial, e precisando cobrir os custos crescentes, o Santa Cruz teve de retornar a Recife por terra, jogando partidas pelo caminho para ganhar mais dinheiro. A viagem de volta a Recife teve outros problemas, incluindo um falso mandado de prisão para um jogador, uma viagem ao lado de ladrões e dois descarrilamentos de trem.

## Antecedentes
| Goleiros         | Zagueiros                          | Meio-campistas                                | Atacantes                                                        |
| ---------------- | ---------------------------------- | --------------------------------------------- | ---------------------------------------------------------------- |
| - King - Eutímio | - Cidinho II - Pedrinho - Zé Maria | - Omar - Pelado - Capuco - Amaro - Guaberinha | - Edésio - Limoeirinho - Cidinho I - Pinhegas - Papeira - França |

Um dos clubes mais populares do estado de Pernambuco, o Santa Cruz Futebol Clube estava atolado em uma profunda crise financeira em 1942. O clube estava com um desempenho ruim, devia salários a vários de seus funcionários e tinha de subsistir com a receita de seus campos de futebol suburbanos e com os pagamentos mensais de seus associados.
Os diretores do clube decidiram fazer uma pequena excursão pela região norte e jogar partidas amistosas contra clubes locais. Fizeram um acordo com o Transviário Esporte Clube, de Belém, para que cinco jogos fossem disputados em Belém, cada um custando ao Santa Cruz cinco milhões de réis.
O Santa Cruz contratou quatro novos jogadores para a excursão. A delegação do time era composta por dezesseis jogadores, um presidente – que também atuava como tesoureiro e técnico do time – e um árbitro da Federação Pernambucana de Futebol. A excursão começou no meio da Segunda Guerra Mundial, enquanto os submarinos alemães patrulhavam a costa brasileira.

## Natal e Belém
A delegação de Santa Cruz partiu de Recife, Pernambuco, em 2 de janeiro de 1943, a bordo do barco a vapor Pará. Devido ao temor de possíveis ataques de submarinos nazistas, o barco teve que navegar com as luzes apagadas, sendo escoltado por dois navios da Marinha do Brasil. Dois dias depois, chegou a Natal, no Rio Grande do Norte, onde a equipe pernambucana venceu o time do estado local por 6–0. A delegação viajou então para Belém, no Pará, onde disputou cinco jogos contra equipes da cidade. Venceu o Transviário por 7–2 e a Tuna Luso por 3–1, empatou com o time do estado do Pará em 3–3 e em 4–4 com o Paysandu, e depois perdeu para o Remo por 5–3.

## Manaus
Embora a delegação do time pretendesse que os jogos em Belém fossem os últimos da excursão, eles foram convidados pelo Olímpico Clube a viajar para Manaus, em Amazonas, para jogar contra os times locais, sendo a primeira vez que um time de Pernambuco visitava a cidade. A delegação partiu para Manaus em 25 de janeiro, subindo o rio Amazonas a bordo de um barco a vapor que rebocava um carregamento de alimentos destinados ao Acre. Viajando a uma velocidade de 10 milhas náuticas (19 km; 12 mi) por dia, a equipe levou duas semanas para chegar ao estado do Amazonas.
A equipe chegou a Manaus em 7 de fevereiro. Cansado e jogando sob forte chuva, o time perdeu seu primeiro jogo no Amazonas por 3–2 para o Olímpico. O Santa Cruz jogou mais quatro partidas lá, vencendo três vezes (5–1 e 5–4 contra o Rio Negro e 6–0 contra o Nacional) e perdendo uma vez para o time estadual local. Logo após a primeira partida contra o Rio Negro, o chefe da delegação e seis jogadores sofreram um surto de disenteria. Sob ordens médicas para comer muitas frutas e verduras, evitar certos alimentos, como ovos e crustáceos, e beber apenas água mineral, eles se recuperaram e puderam participar das partidas seguintes.
Após os jogos em Manaus, os diretores do clube planejaram uma etapa internacional no Peru e na Guiana. No entanto, a Confederação Brasileira de Desportos bloqueou a viagem em resposta a uma solicitação do Ministério das Relações Exteriores, que aconselhou os clubes a não deixarem o país devido à Segunda Guerra Mundial. Sob a ameaça de uma suspensão de 90 dias caso prosseguissem com a viagem, o time desistiu e retornou a Belém a bordo do vapor Fortaleza. Três jogadores, Cidinho, Omar e França, não voltaram com o time, pois foram "atraídos por boas ofertas" de times locais. Durante a viagem a Belém, dois jogadores tiveram uma recaída de disenteria. O goleiro King e o atacante Papeira foram diagnosticados com febre tifoide e hospitalizados, tendo ambos desobedecido às ordens médicas. Papeira jogou descalço, tomou banho frio e bebeu alguns drinques, enquanto King comeu fígado e ovos no jantar. A delegação pretendia retornar a Recife o mais rápido possível, mas todas as viagens marítimas foram proibidas pelo governo brasileiro em 1º de março, um dia depois de sua chegada a Belém.

## Belém para Recife
Sem condições de comprar passagens aéreas e precisando cobrir despesas médicas e de alimentação, o clube teve de continuar jogando para ganhar dinheiro. O Santa Cruz jogou contra o Remo em 2 de março, vencendo por 4–2. Pouco antes do jogo, o chefe de polícia de Belém recebeu um telegrama de Manaus ordenando a prisão do zagueiro Pedrinho, que foi acusado de "fazer maldades com uma garota de 17 anos" durante sua estadia em Manaus. Descobriu-se que o policial que ordenou sua prisão era o diretor de um clube do Amazonas e estava interessado nas habilidades do jogador. Como a acusação era falsa, o jogador nunca foi preso. Ele jogaria pelo Santa Cruz pouco tempo depois, sendo incluído na partida contra o Paysandu em 9 de março.

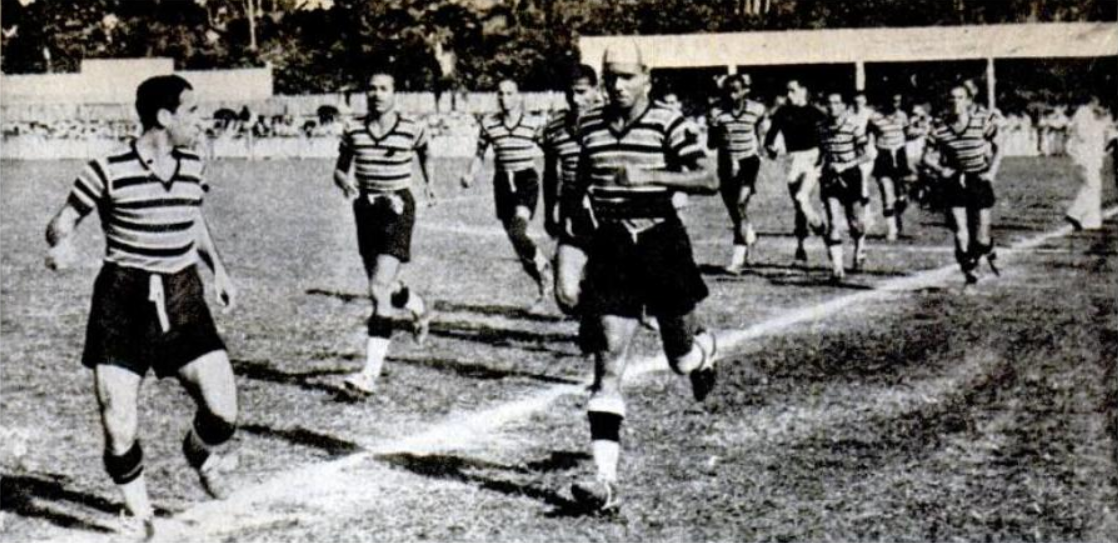
Santa Cruz entrando em campo antes do jogo em Belém

O Santa Cruz sofreu sua primeira baixa pouco tempo depois, quando King morreu de febre tifoide em 4 de março de 1943. Seu funeral contou com a presença de várias figuras do futebol paraense, representantes da CBD e dos clubes onde ele jogou, além de várias autoridades pernambucanas. O caixão foi levado da sede da Federação Paraense de Esportes para um cemitério, acompanhado por uma grande multidão. Após a morte de King, Cidinho, que havia desertado do Santa Cruz uma semana antes, retornou ao clube.
Apenas três dias após a morte, o clube jogou contra o Paysandu. Um minuto de silêncio foi respeitado antes da partida. Às 16h30, durante o jogo, os jogadores receberam a notícia de que Papeira também havia falecido. Após a partida, o gramado foi invadido por torcedores que se solidarizaram com os jogadores. Posteriormente, a diretoria do Paysandu visitou a delegação do Santa Cruz e presenteou-a com o troféu Cidade do Recife em sinal de solidariedade. Após perder dois jogadores, a diretoria do clube cogitou retornar ao Recife por via aérea, mas os custos hospitalares e funerários deixaram a delegação sem dinheiro. O Santa Cruz disputou mais cinco jogos em Belém, antes de iniciar a viagem de volta de barco para Pernambuco em 28 de março.
Viajando primeiro para São Luís, no Maranhão, os jogadores tiveram que trocar suas passagens de primeira classe por passagens de terceira classe para economizar dinheiro. Eles foram obrigados a viajar ao lado de 35 ladrões que estavam sendo "exportados" pela polícia do Pará para o Maranhão. Como medida de segurança, os quinze troféus conquistados pelo Santa Cruz na excursão foram escondidos. No entanto, essa precaução se mostrou desnecessária, pois os ladrões e os jogadores se tornaram amigos. Em São Luís, o barco foi retido por motivos de segurança, e o clube jogou seis partidas lá, uma das quais contou com a participação do cozinheiro do navio, substituindo um jogador machucado. Originalmente, o Santa Cruz pretendia partir para Recife depois de um jogo contra o Sampaio Corrêa (o quarto no Maranhão), mas a delegação decidiu jogar mais duas partidas antes de partir. O navio partiu à meia-noite, mas teve de retornar a São Luís devido a uma tempestade e à presença de submarinos alemães.
Os jogadores decidiram então ir para Teresina, Piauí, de trem. O trem descarrilou duas vezes, mas sem nenhuma vítima. O Santa Cruz jogou outra partida no Piauí antes de partir para Fortaleza, no Ceará, de ônibus. Lá, eles jogaram a última partida da excursão, perdendo para o Ceará Sporting Club por 3–2. A excursão terminou com 26 ou 28 partidas jogadas no total. Em 29 de abril de 1943, quase quatro meses após o início da excursão, o Santa Cruz chegou a Recife. O time começou a temporada de 1943 em 2 de maio com o Campeonato Pernambucano, o campeonato estadual. A mala de Papeira foi entregue à sua família, mas a mala de King não pôde ser devolvida, pois foi perdida no mar em São Luís.